# Grasburg (Hohenroda)
Die Grasburg ist eine abgegangene Höhenburg (Wallburg) nordwestlich des Ortsteils Mansbach der Gemeinde Hohenroda im Landkreis Hersfeld-Rotenburg in Hessen.
Ihre Reste befinden sich auf dem Grasberg auf 469 m Höhe am Ende eines nach Osten hin klippenartig abfallenden Muschelkalkplateaus etwa 1000 Meter nordwestlich von Mansbach.

## Geschichte
Die Grasburg sind Reste einer vermutlich aus dem achten Jahrhundert stammenden Ringwallanlage, die wahrscheinlich im Zusammenhang mit Sachseneinfällen als Aufgebots-, Ausgangs- oder Rückzugsgebiet diente, ohne dass sie über längere Zeit bewohnt war.
Der Bereich der heute wieder völlig bewachsenen Anlage ist Teil des 44 ha großen Naturschutzgebietes Schwärzelsberg-Langeberg-Grasburg.

## Beschreibung
Der Burgstall zeigt heute noch Reste der Wallmauer und Grabenreste. Grabungen im Jahre 1976 erwiesen, dass es sich bei der Mauer um eine Pfostenschlitzmauer aus der Zeit um 800 n. Chr. handelt, die nach Norden hin aber nicht vollständig geschlossen war. Die Ursache der nicht geschlossenen Mauer nach Norden ist nicht geklärt. Die etwa 5 Meter hohe Mauer bot zusammen mit einem etwa 3,2 Meter tiefen Wallgraben ein starkes Annäherungshindernis vor allem nach Westen. Im Osten befinden sich hohe natürliche Felsklippen, die eine Mauer ersetzten.